# 格伦多拉公共市场
格伦多拉公共市场（英語：Glendora Public Market）是位于美国加利福尼亚州格伦多拉圣盖博谷的美食城，于2020年9月26日开业。位于66号美国国道上，原为始建于1948年的沃登面包工厂。市场的面积超过1,758.8平方米，其中有几家著名的食肆，包括金屋拉面吧。截至2020年10月，它是圣盖博谷最大的单一美食城。